# Umedalens IF
Umedalens IF är en idrottsförening i Umeå, bildad 12 januari 1935 genom en sammanslagning av Backens SK och Grubbe IK. Gunnar Lindahl valdes till ordförande. Den 21 januari samma år bestämde man att man skulle tillhöra Riksidrottsförbundet, Svenska Skidförbundet, Svenska Gymnastikförbundet och Svenska Fotbollförbundet. Däremot uppsköt man tills vidare frågan om en eventuell anslutning till Svenska Simförbundet, Svenska Gångförbundet och Svenska Cykelförbundet.

## Grenar

### Bandy
De första åren hade klubben en gemensam sektion för bandy och fotboll. Bandyn togs officiellt upp 1955, då klubben började med seriespel. I början av 2010-talet bestod seniorverksamheten av ett veteran-/utvecklingslag som ställt upp med ett lag i Division II i samarbete med IFK Umeå. År 2016 bildades det första seniorlaget för damer som spelar i Norra Allsvenskan. Herrlaget spelar numera i Division 1 Övre Norrland.

### Badminton
Klubben började med badminton 1969.

### Bordtennis
Klubben började med bordtennis 1963.

### Fotboll
I fotboll för herrar spelade klubben i Sveriges tredjedivision åren 1976 , 1997  och 2001 , men flyttades ner alla gånger. Damlaget har spelat i Division 1 (Sveriges tredjedivision) åren 2013–2015 och 2017.
Säsongen 2019 spelar herrlaget i division 4 och damlaget i division 1.

### Friidrott
Vid svenska mästerskapen i friidrott 1937 vann Henning Sundesson herrarnas 10.000 meter. Sin senaste storhetsperiod hade Umedalens friidrott under slutet av 1980- och början av 1990-talen. Då vanns många medaljer i SM av utövare som Ulf Sedlacek (400 meter/400 meter häck), Urban Johansson (800 meter), Ingela Sandqvist (höjdhopp/tresteg), Magnus Gerdin (400 meter), Thomas Hammarsten (kula), Patrick Tavelin (höjd), Annelie Johansson (kula/100 meter häck) och Pernilla Ericsson (3 000 meter/terränglöpning).

### Handboll
I mitten av 1940-talet hade Umedalens IF ett framgångsrikt damlag i handboll, men verksamheten lades ner 1949 då spelarna gick till andra klubbar.

### Skidsport
Den 27 januari 1935 anordnades den första skidträningen. Umedalens IF har haft såväl längdåkning som alpin skidsport och skidorientering. 1937 slutade Umedalens IF på andra plats i stafetten vid svenska mästerskapen i skidorientering.